# Flöha (rzeka)
Flöha (cz. Flájsky potok) – rzeka przepływająca przez Niemcy oraz Republikę Czeską, będąca dopływem Zschopau. 

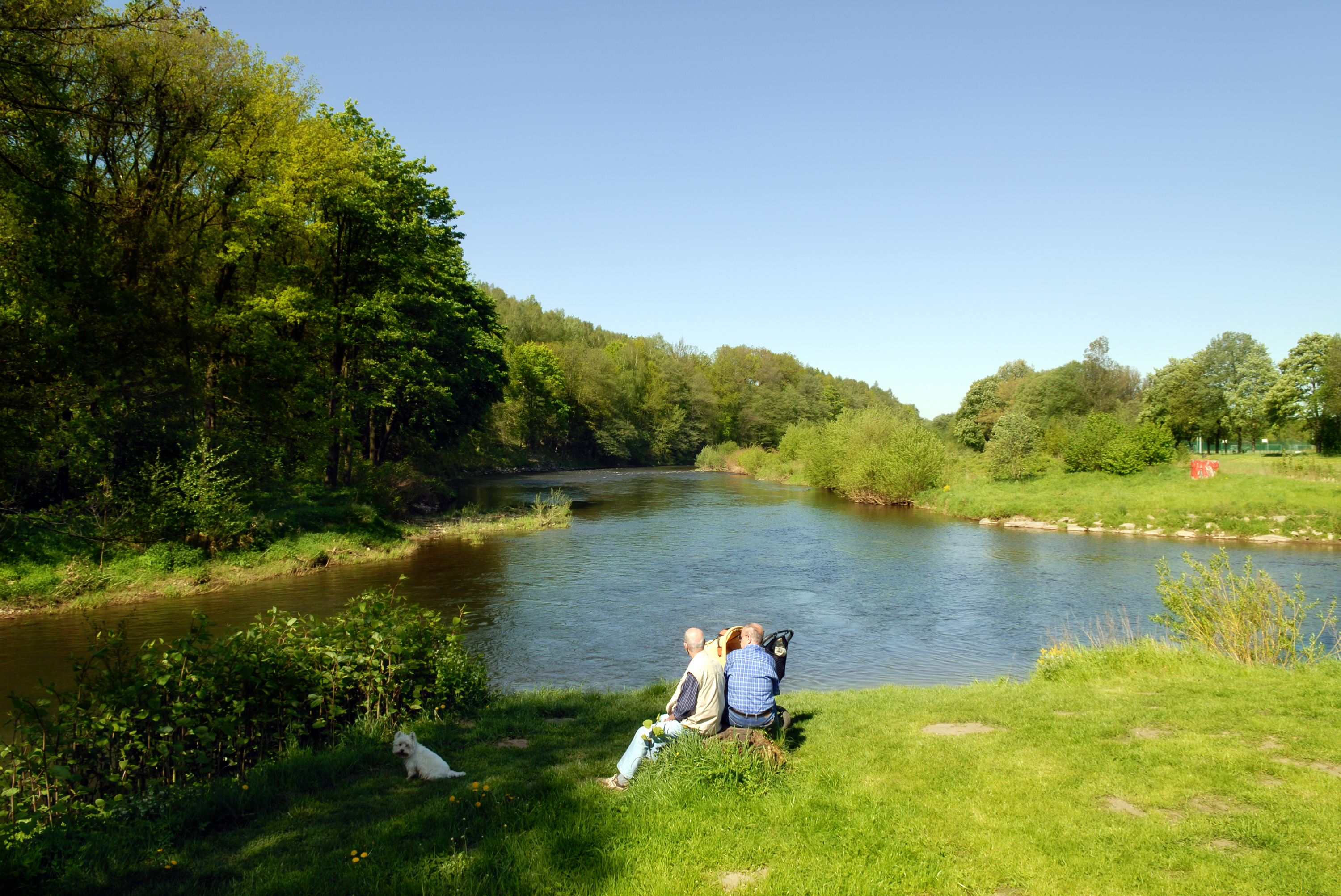
Flöha wpadająca do Zschopau